# Beijing Foreign Studies University
39°57′15″N 116°18′15″Ø / 39.95417°N 116.30417°Ø
Beijing Foreign Studies University (forenklet kinesisk: 北京外国语大学; pinyin: Běijīng Wàiguóyǔ Dàxué), er et universitet for fremmedsprog i  Haidian distriktet nordvest for Beijing. Det er opkaldt efter skrifttegnsforkortelsen for Beiwai.

## Eksterne linker
- Kinesisk Hjemmeside (kinesisk)
- Engelsk hjemmeside Arkiveret 20. oktober 2009 hos  Wayback Machine (engelsk)
- Dansk Ved BFSU Arkiveret 2. februar 2011 hos  Wayback Machine (dansk) og (kinesisk)